# Онирологија
Онирологија је наука о сновима, њиховој тајанственој, божанској природи и тумачењу њиховог значења. Снови су се у онирологији схватали као „глас Божји”, пут откровења натприродних истина.